# Стодульці

Стодулецькі заповідні платани

Стоду́льці (Стоділки) — село в Україні, у Северинівській сільській громаді Жмеринського району Вінницької області. 

## Географія
Село знаходиться поблизу водорозділу Побужжя і Наддністров'я. Струмки мілководні, хлібні поля навіть за несприятливих кліматичних років і примітивного обробітку землі повертають урожай у декілька разів. У минулому високий травостій мали пасовиська, в лісових дуплах водились дикі бджоли. Звірі, птахи густо селилися в гаях і лісах. М'який вологий клімат завжди приваблював сюди людей.

## Символіка
Затверджена 25 квітня 2016р. рiшенням VI сесії сільської ради VII скликання. Автор - І.Д.Янушкевич.

### Герб
Щит скошений справа лазуровим і зеленим. В першій частині гілка яблуні з трьома золотими яблуками і срібним листям, супроводжувана справа вгорі золотим сонцем. В другій частині три срібні дерев'яні клуні-стодоли (герб є промовистим) під золотою солом'яною стріхою з відчиненими ворітьми в правий пререв'яз одна над одною.

### Прапор
Квадратне полотнище розділене горизонтально на блакитну і зелену смуги у співвідношенні 1:2. У середині верхнього поля жовте шістнадцятипроменеве сонце. У середині нижнього поля три жовтих колоски, що розходяться віялоподібно. Нижнє поле має жовту облямівку в 1/2 ширини прапора.

## Історія села Стодульці

### Загальна історична характеристика
Залишки знарядь праці: рубила, скребки, кам'яні молотки — трапляються на полях уздовж річки Рів і до наших днів. Погроми татар, війна за Поділля між Литвою, Польщею і татарами стримували утворення нових поселень. Перші поселенці жили ще на початку XVI ст. Завойовані землі на Поділлі польські королі щедро роздавали своїм магнатам і шляхті. Засновником села Стодульці був пан Стодульський. У період бурхливої колонізації (завоювання) цієї території в 1580 році посад Стодульці були заснований паном Стодулінським. Старожили стверджують, що назва села пішла від клунь — стодол, тобто приміщень, де зберігалися не молочені снопи. Можливо, до заснування села тут існувало поселення з такою назвою, імовірно, засновник її зберіг, а звідси його почали називати паном Стодулінським, як і володарку села Почапинець — пані Почапінська. Славилося воно колись витонченої архітектури храмом Святого Іоанна-Богослова, (1886 р.), у якому була старовинна ікона Богоматері. Цікаво, що дзвіниця та іконостас взяли зі старішої церкви. У селі діяла і церковно-парафіяльна школа, що була відкрита 1864 р. за ініціативи тодішнього власника поселення поміщика Шелеховського. Селяни, в основному, займалися землеробством, а побічно працювали на цукрових заводах, возили і били каміння вапняку. Деякі — бджільництвом і ткацтвом.

### Давні періоди історії
Поблизу Стодульців відомі поселення епохи бронзи (II тис. до н. е.), два поселення трипільської культури (III та IV—III  тис. до н. е.), поселення черняхівської культури (II—IV ст. ст. н. е.)т

### XVII—XIX сторіччя
У 1616 році володарем Стодулець стає пан Камінський-Шенський. Польський біскуп (єпископ) Йосип Врещинський в «Старому проекті заселення України 1590 рік» закликав «не вагатись, не роздумувати переселятись на Україну». «Хто ж, — писав він, — бога ради, буде таким дурнем, що не захоче переселятись з корінних країв (Польщі) в українські місця. Адже там несказанна розкіш, а небезпеки не варто лякатись».
Був проведений перепис податного населення. Селян зобов'язали платити і відбувати: «Хлебную дань — 4 третинника пшеницы,10 третинников овса, 2 воза сена, двух кур, корзину крупы, масла, сала, сыра, 1 бухань хлеба, 10 горстей пряжи, 20 штук овец и свиней, денежную подать по 2 гроша подымного, по 2 гроша пупикаровщины». Крім цих податків почергово двір сплачував: поволовщину — десяту частину від кількості рогатої скотини 1 рік, на другий — десяту частину з пасіки. На третій рік все село здавало кадіб меду. Селяни працювали на панському фільварку(господарський двір), коли була в цьому потреба в пана, на польових роботах — через два на третій тиждень. За ревізією 1565 року на господарство (двір) по першому наділу припадало 10 волів, 11 баранів, 33 свині,14 пнів бджіл.
Двір — це не одна сім'я, а декілька. Земля не ділилась, а з покоління в покоління залишалась за першим двором. Новоосілі селяни проходили адаптацію від 3 до 10 років, поки їх не переводили в тяглові селяни.Їх оселяли на окремі землі, які отримали назву Слобід. Такою ж пільгою користувались села, що зазнали розорення з боку нападників-турків, татар. Земля належала пану, яку він отримував від короля. Громада села володіла пасовиськом, лісом, сінокосами, свої дії в цих володіннях вона узгоджувала з паном. Вільні люди, що селились на незайнятих ґрунтах, називались козаками. Такий землеустрій був не тільки в Стодульцях, а в усіх землях Поділля. Шляхта намагалась прибрати до своїх рук усі незайняті землі, а вільних, незакріпачених селян перетворити в залежні(тяглові)і заставити відбувати повинності, платити подать. Козаки чинили опір. Непомірні побори і повинності сприяли переходу основної маси селян на бік козаків. У1648 році почалась народно-визвольна війна під проводом гетьмана Богдана Хмельницького проти колонізації Польщі, за незалежність України.
Село Стодульці після Переяславської Ради залишилось під владою Польщі аж до 1672 року, а потім до 1699 р. тут панували турецькі завойовники. Селян остаточно закріпили за землею, заборонивши їм переходити за тиждень до свята Юрія від пана до пана. Мінялись пани, куплялась і продавалась земля, а з нею закріпачені селяни. Так було до реформи 1861 року. Після реформи земля у Стодульцях була поділена так: пану генералу Данильчуку належало 751 десятина (десятина мала 1га 10 соток), пану Генріху Роті — 450 десятин, 72 десятини займали священнослужителі, 350 десятин — заможні селяни, 300 десятин належало іншим селянам. Всієї землі-1922 десятини.

Двоповерховий панський садибний будинок з чотирма точеними білокам'яними колонами, що підпирають широкий масивний балкон, справляв сильне враження. Він збудований на найвищому місці південної частини села. Маєток був обнесений муром, за яким росли велетні сосни і ялини; у західній частини алеї знаходилась насипна гірка з альтанкою. Вся територія за кам'яною огорожею була висаджена фруктовим садом, завезеним із німецького міста Гамбург. Тут плодоносили яблуні, вага плоду сягала 350 г, селяни його називали Ламбуром; росло декілька сортів райських яблук, інші рідкісні сорти. На жаль, вони не збереглись, крім п'яти платанів з діаметром стовбура у декілька людських обхватів. У північно-західній частині садиби знаходиться три ставкових озера, сажавка для розведення риби. На річці Рів пани мали млин, крупорушки, олійню, у селі був цегельний завод. Про їх економічні можливості виникає уявлення з розписки, що була знайдена при ремонті школи у 1967 році. Розписка пана Данильчука: «Генерал Данильчук закупил у барона фон Тавбена платьєв на сумму — 2755руб. и 53коп золотом». Пара волів у цей період коштувала 3 крб.50 коп. 3 розповідей тих, хто знав генерала, залишилась згадка про нього як про гуляку, пияка, поганого господарника, що напровесні не мав чим дозимувати скотину. Він закінчив своє життя самогубством, застрелившись з рушниці.

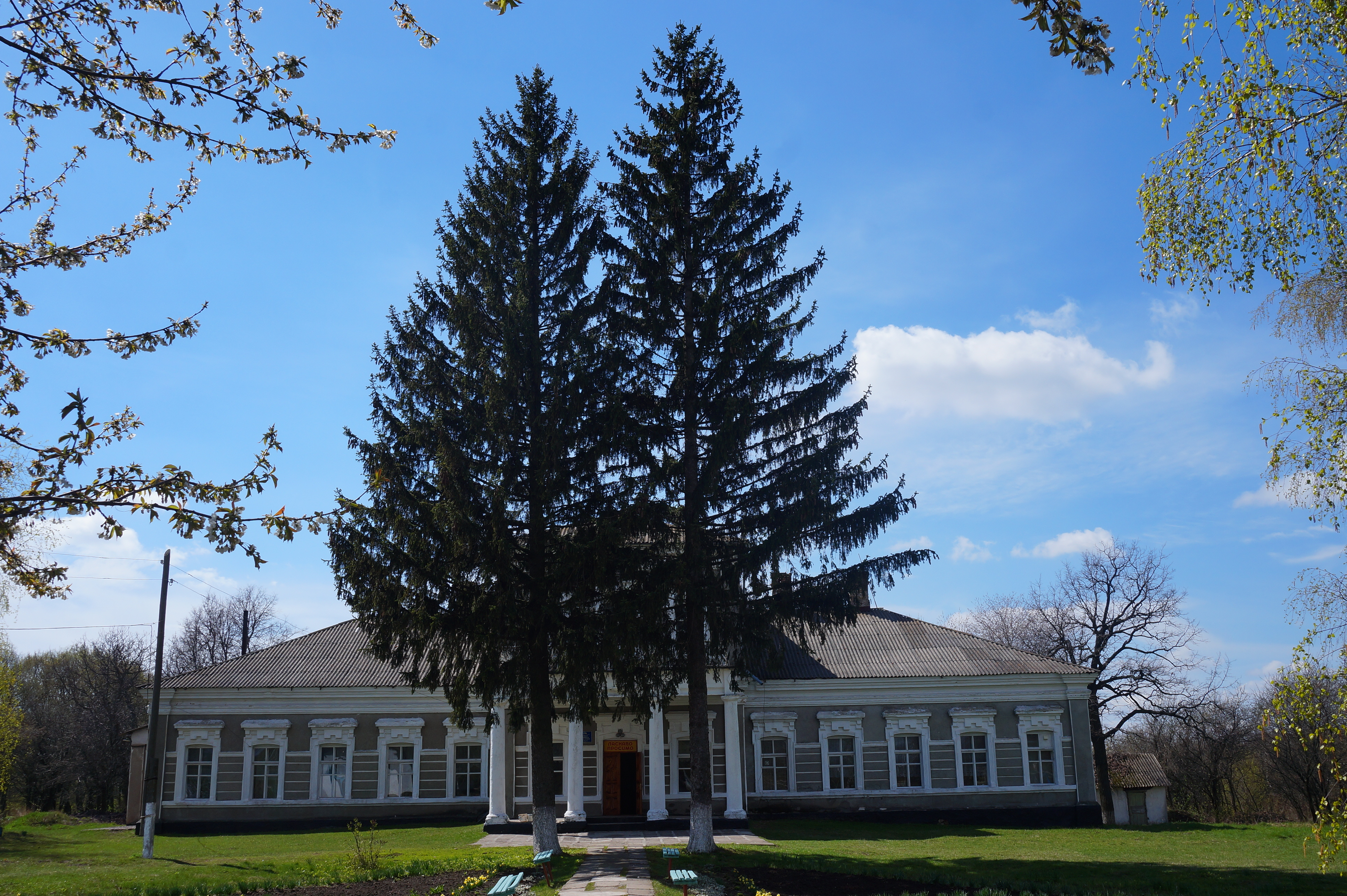
Панська садиба, тепер приміщення школи
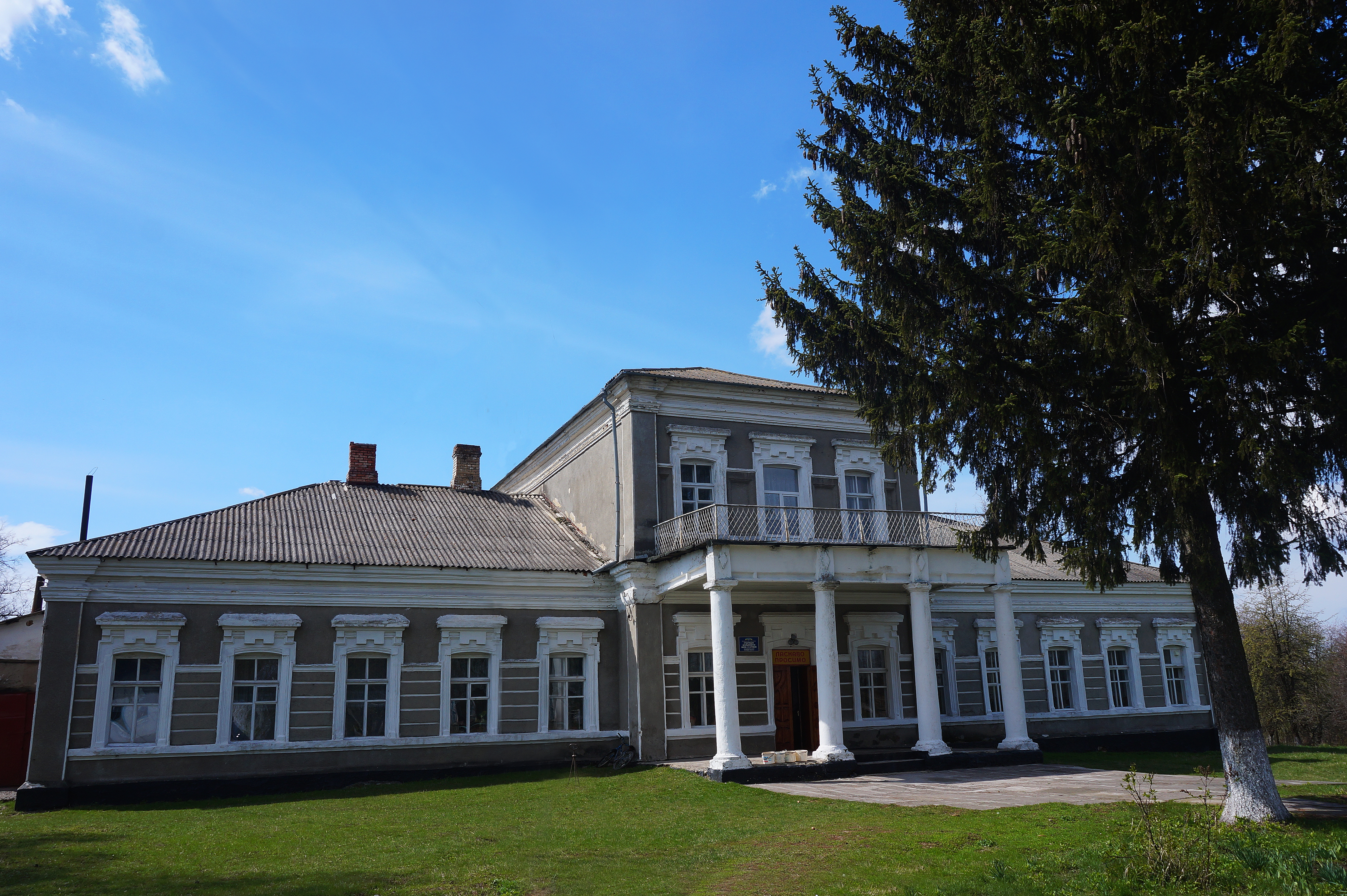
фасад маєтку
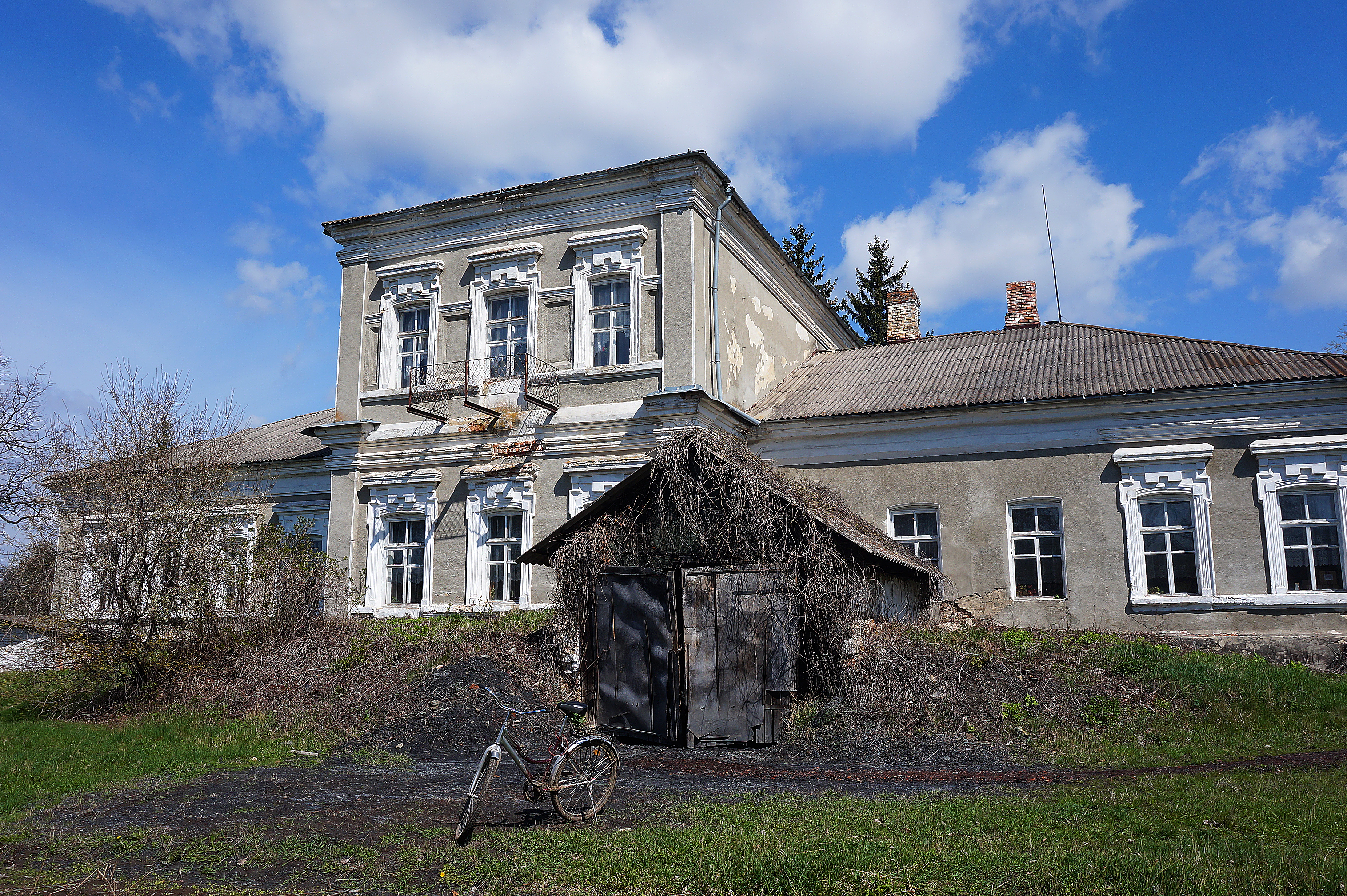
задній фасад
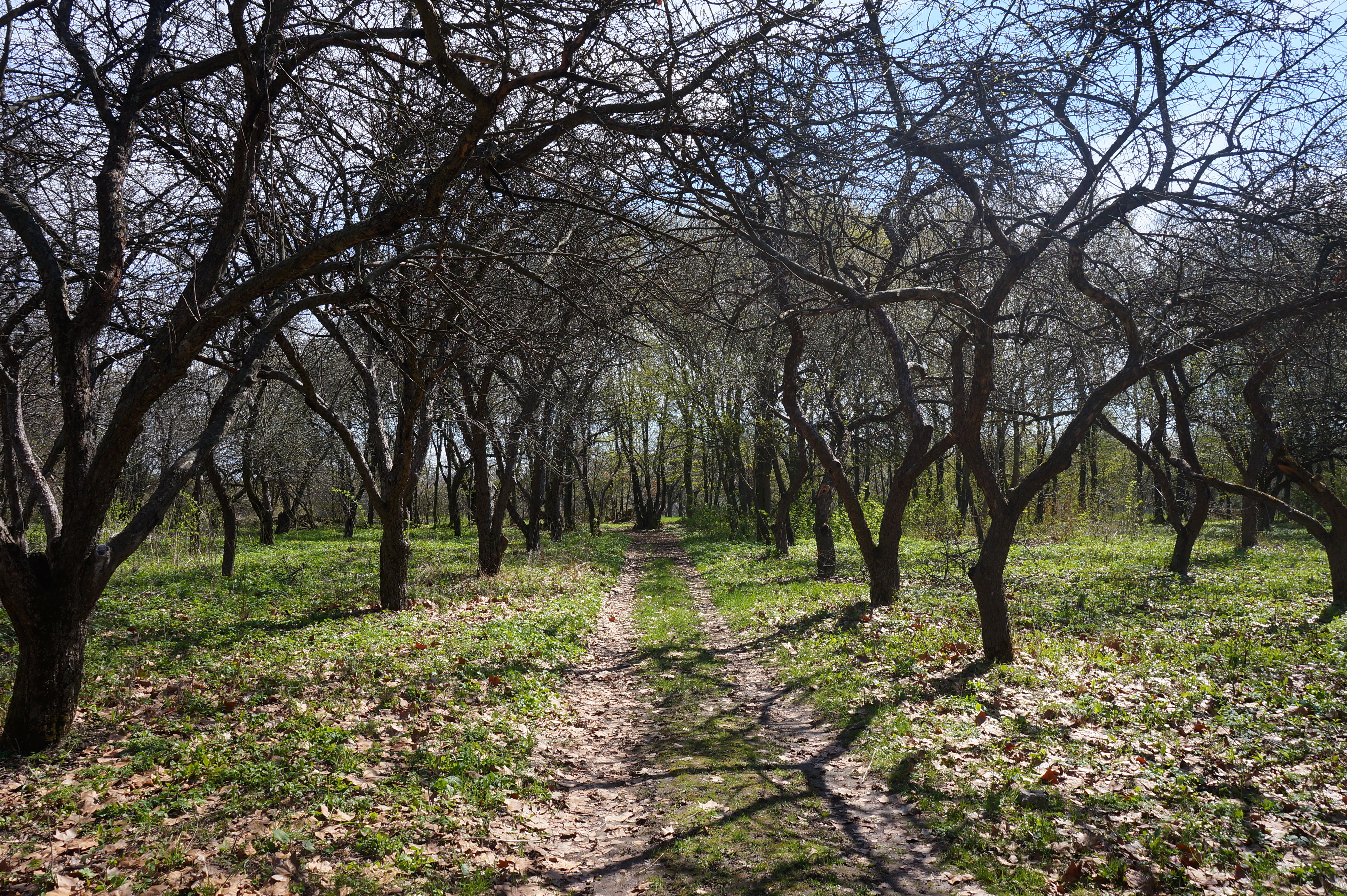
фруктовий сад при маєтку
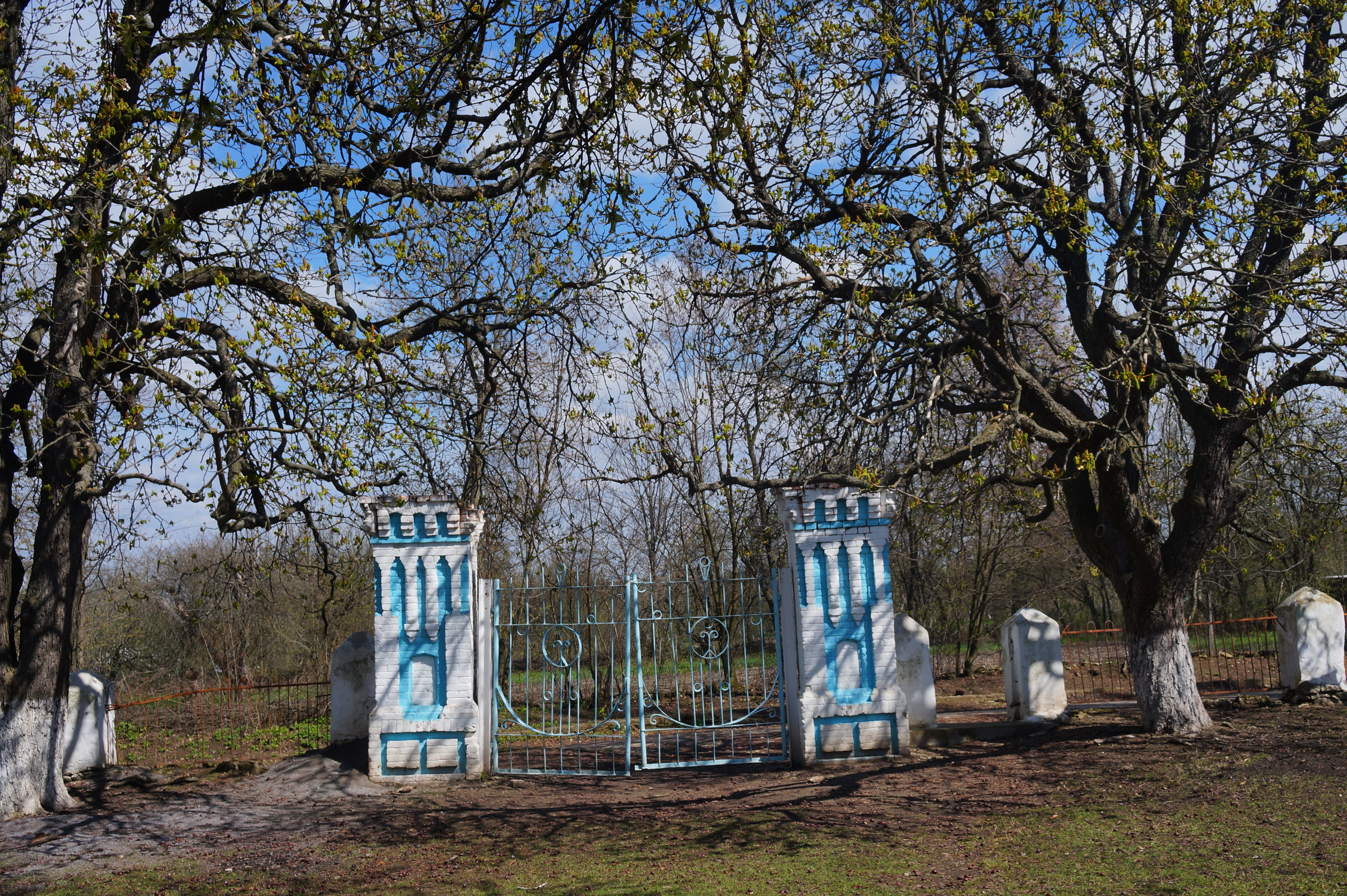
Огорожа садиби, Стодульці
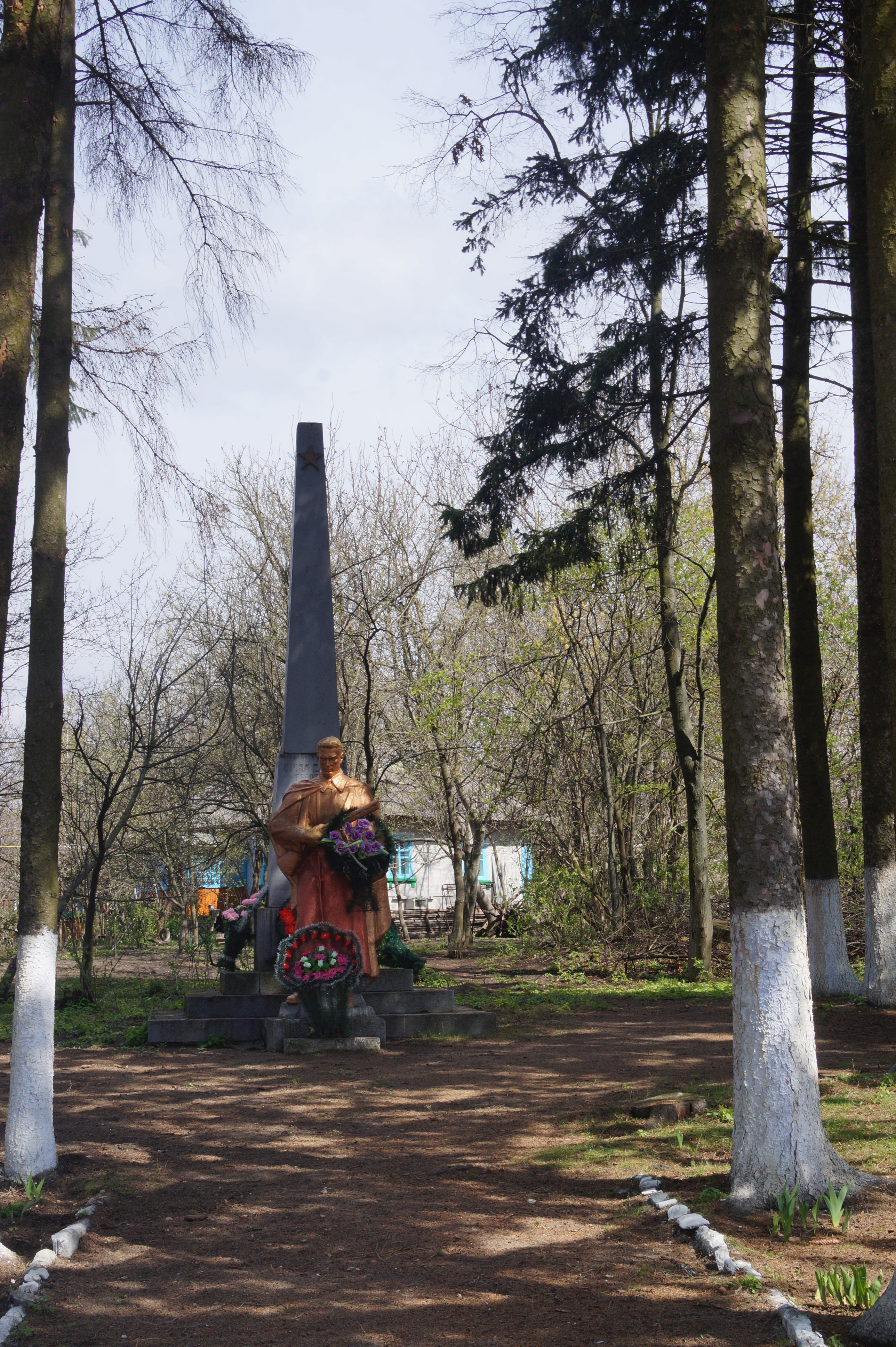
Пам’ятник воїнам-односельчанам
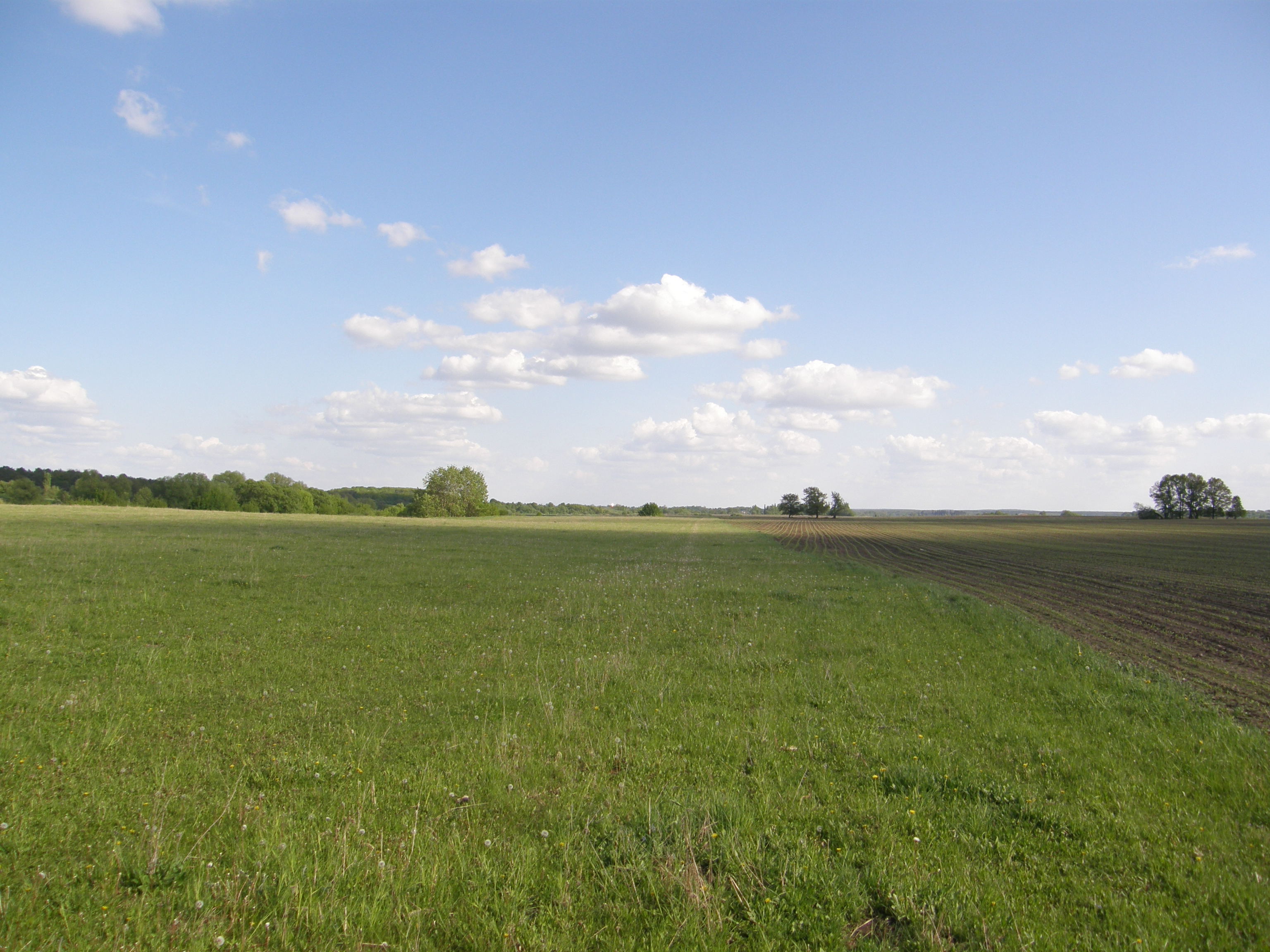
Трипільське поселення

### Революційні події
У 1917 році Кирило Сиротюк служив у м. Петербурзі в царській лейб-гвардії. Під час лютневої революції перейшов на її бік. Приїхавши у Стодульці, він розповів про бурхливі події, що відбувались в Росії. Його обрали головою сільського комітету. За самоуправство з місцевими злодіями з хутора Мельники його зняли з посади і до кінця життя він залишався аполітичним. Пани залишили маєток у 1916 році, виїхали за кордон. У 1927 році в маєтку була організована агрономічна школа. Пізніше приміщення використали під місцеву семирічну школу. У 1929 році з наявного земельного фонду утворився колгосп «Перше Травня». Головою став Дмитро Никифорович Стахмич. Господарство мало 900 гектарів землі, 169 коней, 80 волів, в нього об'єдналось 130 селянських дворів. Оплата праці велась натурою на зароблений трудодень. Колгосп динамічно розвивався.

### У період 2-ї світової війни
Початок війни 1941 року змінив уклад мирного життя. Окупація розорила господарство, скалічила життя молодих людей, які жили в постійному страху за своє життя. Їх насильно забирали на роботу до Німеччини, каральні загони оберігали залізницю від диверсантів і партизани, стежили за чоловіками, які жили в селі, Особливо важко було після того, як у 1942 році був пущений під укіс військовий німецький ешелон на перегоні до станції Сербинівці. Старший лейтенант Стахмич Андрій Федорович був командиром бронепоїзда, пройшов усю війну, важко поранений. Перший секретар Васильківського райкому партії, виходить із Стодулець, весною 1944 року, щоб забезпечити фронт хлібом, мобілізував людей і вони лопатами скопали 15 тис.гектарів землі(про це писала газета"Правда"). З поверненням фронтовиків у села місцеве господарство поступово відновило свою господарську діяльність. Школу, яку німці використовували під конюшню, вчителі, батьки і діти очистили, відремонтували.
Колгосп «1 Травня» тривалий час очолював вмілий керівник Іван Якович Вознюк, пізніше Петро Терентійович Грайченко. Господарство в той період було одне з найкращих у Жмеринському районі. Основна виробнича база приносили великі прибутки, зростало тваринництво, розширювалось виробництво, с. Рожепи, як бригада, ввійшло до складу колгоспу. Бригадира тракторної бригади Івана Максимовича Білого за високі виробничі показники нагородили орденом В. І. Леніна. У 1977 р. ланка Анастасії Василівни Овчарук отримала врожай цукрових буряків 538 ц з гектари. Під врожай на 1 га поля внесли 10 тонн органічних добрив (гною), 5 ц мінеральних. Таких ланок-п'ятисотниць у Вінницькій області було всього 25. Доярка Надія Андріївна Огородник в той же час від кожної фуражної корови у групі доїла 4600 кг молока, Олена Миронівна Коваль — 4100 кг. Трударі колгоспу Ірина Андріївна Стоколос — пташниця, Борис Дмитрович Кучерук — комбайнер, Анастасія Василівна Овчарук — ланкова сортодільниці за високі виробничі показники були нагороджені орденами В. І. Леніна. Двічі був відзначений орденом «Знак Пошани» голова колгоспу «1 Травня» Вільям Петрович Гладун. У селі виросли спеціалісти своєї справи: токарі Леонід Антонович Врублевський, Василь Маркович Семенцов, автомеханік Василь Антонович Ковбасюк, слюсар Василь Геба. В тракторній майстерні автопарку проводився капітальний ремонт тракторів, комбайнів, автомашин. Господарство перейшло на грошову оплату праці. Міцні економічні основи опирались на вікові традиції господарювання. В підготовці працівників польових бригад велику користь надавала місцева сортодільниця, її стогектарна площа служила взірцем по впровадженню передової агротехніки, сівообігу і сортовипробовування. Маючи добре сполучення з м. Жмеринкою при недооцінці праці і особи, місцеві жителі працевлаштовувались у Жмеринці, залишаючись жити в селі.

## Культура
За радянських часів вчителі, спеціалісти сільського господарства, рядові колгоспники, керівництво села і колгоспу спільно з учасниками церковного хору співали у сільському хорі, який став переможцем зональних, районного оглядів хорових колективів м. Жмеринки і Жмеринського району, успішно виступив на обласному огляді. Шкільний дитячий духовий оркестр разом зі зведеною колоною брали участь у першотравневих демонстраціях, що проходили в райцентрі. Хором керувала вчителька місцевої школи Марія Миколаївна Ковальчук, духовим оркестром — Василь Іванович Огородник. На обрядових святах, в престольний празник, на весіллях, хрестинах і проводах в армію мелодійно звучали пісні в два, три голоси, із заспівувачем і підголосником. У селі поважають пісню і тих, хто любить народний спів. Селяни зберегли пісні попередніх поколінь про чумаків, про Устима Кармалюка: «За Сибіром сонце сходить»; жартівливі пісні: «Чи я не хазяйка, чи не господиня». При щирій гостинності сусіди з інших сіл про стодулян розповідають: «Оце в мене, браток, така хата, такий хлів, отакий город і господарство. А оце стежка до поїзда». Або: «Цілуйте, діти, дядька в руку, вони ідуть додому». Вміння цінувати час та інше — риса властива жителям села. Після пограбування колгоспної каси в великих розмірах по селу ходила така історія: «Мав чоловік козу і продав її, купив хату, зробив дочці весілля, ще й гроші залишилися, от була коза!» Міліція так і не знайшла злодіїв. В основній масі корінні стодуляни — неквапливі і розсудливі. їх «завести» не так просто. За одного спокійного чоловіка, що дуже розхвилювався, розповідали: "Поїхав він взимку на паливний склад на ст. Сербинівці. Завскладом на роботу запізнився, а потім відпускав брикет своїм родичам та близьким, і так до кінця робочого дня. А потім сказав: «Більше не відпускаю». Повернув чоловік коні з саньми, від'їжджаючи, мовив: «От», а біля села Стодулець додав: «Банда!» (відстань 7 км). Про Лукова Мефодія, їздового тракторної бригади, варто згадати. Кремезний, могутньої статури, з чорними вусами був чоловік. Коли відчув, що смерть стоїть в нього на порозі, попросив дружину: «Залиш мене, не дивись». Плачучи вона пішла і почула спів. Вмираючи, Мефодій співав: «Чому я не сокіл, чому не літаю». Повернувшись, побачила мертвого. Олександр Трохимович Гриндуль — голова сільської ради, чимось схожий на Тараса Бульбу з повісті М. В. Гоголя. Його не можна було не поважати, тим більше не послухатись. Не кваплячись, він міг переконати кожного не для своєї користі, а заради справи.
Сучасні мешканці с. Стодульці вдало поєднують вміння не лише гарно працювати, а й добре відпочивати. У селі поважають пісню і тих, хто любить народний спів. Селяни зберегли чимало пісень про чумаків, Устима Кармалюка, жартівливих пісень. На обрядових святах, в престольний празник, на весіллях, хрестинах і проводах звучать мелодійні українські народні пісні в два, три голоси, із заспівувачем і підголосником.
12 червня 2020 року, розпорядженням Кабінету Міністрів України № 707-р «Про визначення адміністративних центрів та затвердження територій територіальних громад Вінницької області», село увійшло до складу Северинівської сільської громади.
19 липня 2020 року, в результаті адміністративно-територіальної реформи та ліквідації Жмеринського району (1923-2020), село увійшло до складу новоутвореного Жмеринського району.

## Туристичні цікавинки
- На околицях села вражають подорожуючих своєю розкішністю могутні Стодульські платани, або чинари, що походять з Балкан. У 1984 році вони взяті під охорону як об'єкт природно-заповідного фонду — ботанічна пам'ятка природи місцевого значення.

## Транспорт
Стодульці не мають виходу до важливих автодоріг. Основним транспортом залишаються автобуси районного значення та залізниця. Зупинка Стодульці знаходиться на магістральній двоколійній електрифікованій залізниці напрямку Жмеринка-Львів. У Стодульцях зупиняються приміські поїзди в бік вузлових станцій - Жмеринки і Хмельницького (Гречан).

## Уродженці
- Веніамін (Зарицький), єпископ Московської патріархії з титулом «Оренбургський і Саракташський».
- Микола Іванович Маняшин — доглядач молодняка великої рогатої худоби. Шанують його односельці за скромність, бажання допомогти іншим і пунктуальність в роботі і житті.
- Василь Євдокимович Щерба — в 1993—2008 роках заступник директора ВО «Електронмаш» у Києві, батько Щерба Олександр Васильович, Посла України у Австрії.

Вітюк Анна Валеріївна — кандидат економічних наук, Національний університет «Львівська політехніка».